# Mariano Luis de Urquijo
Mariano Luis de Urquijo y Muga, chevalier d'Urquijo (1768-1817) est un homme d'État espagnol.

## Biographie
Né à Bilbao, il étudia le droit à Madrid et à Salamanque et passa quelques années en Angleterre. Il commença sa carrière politique dans la diplomatie, et traduisit en 1792 à 24 ans la tragédie de Voltaire La Mort de César, qui fut condamnée par l'Inquisition. Il se fit ainsi remarquer du comte d'Aranda qui le fit entrer au secrétariat d'État cette même année comme Oficial mayor.
Il fut nommé par Charles IV Premier Secrétaire d'État (premier ministre) lors de la retraite de Saavedra le 22 février 1799, charge dans laquelle il se maintint jusqu'au 13 décembre 1800. Durant son mandat, il encouragea l'industrie, fit des efforts pour relever la marine, introduisit la vaccination en Espagne, abolit l'esclavage, mais s'attira de puissants ennemis en ayant voulu s'attaquer aux privilèges de l'Inquisition. Il profita également de l'invasion des États pontificaux pour élaborer des mesures, nommées « schisme d'Urquijo » (1799), par lesquelles les évêques espagnols auraient récupéré des compétences jusque-là réservées au Saint-Siège, telles que les dispenses matrimoniales. Il fut en cela appuyé par le clergé de tendance janséniste, comme l'évêque de Salamanque Antonio Tavira. Sa politique extérieure, notamment après le coup d'État du 18 Brumaire en France, et ecclésiastique, ainsi que les intrigues de Godoy causèrent sa disgrace. Il fut ensuite enfermé dans les cachots de Pampelune.
Il reconnut Joseph Bonaparte comme roi d'Espagne et revint au pouvoir comme Ministre d'État du 7 juillet 1808 au 27 juin 1813. Après la chute de Joseph, il dut quitter l'Espagne et vint se fixer à Paris.
Il est inhumé au cimetière du Père-Lachaise (42e division).

## Sources
- Marie-Nicolas Bouillet  et Alexis Chassang (dir.), « Mariano Luis, chevalier d'Urquijo » dans Dictionnaire universel d’histoire et de géographie, 1878 (lire sur Wikisource)

- (es) Cet article est partiellement ou en totalité issu de l’article de Wikipédia en espagnol intitulé « Mariano Luis de Urquijo » (voir la liste des auteurs).